# ساره بلحوسین
ساره بلحوسین (انگلیسی: Sarra Belhocine؛ زادهٔ ۱۸ سپتامبر ۱۹۹۴) بازیکن والیبال زن اهل الجزایر است.